# Willet
Willet (Tringa semipalmata) är en stor nordamerikansk vadarfågel i familjen snäppor.

## Utseende och läten
Willet är i storlek och form jämförbar med gluttsnäppan (Tringa nebularia) med en längd på 31–36 centimeter och vingbredden 54–62 centimeter. Den har dock en tydligt kortare, tjockare och rakare grå näbb, tjockare och kortare hals samt ett tydligt streckat och tvärvattrat bröst. I flykten syns svartvita vingar med ett vitt vingband i kontrast mot svarta handpennor och handtäckare. I vinterdräkt är den enhetligt grå med vit nedre buk och ett kort vitt ögonbryn mellan näbb och öga.

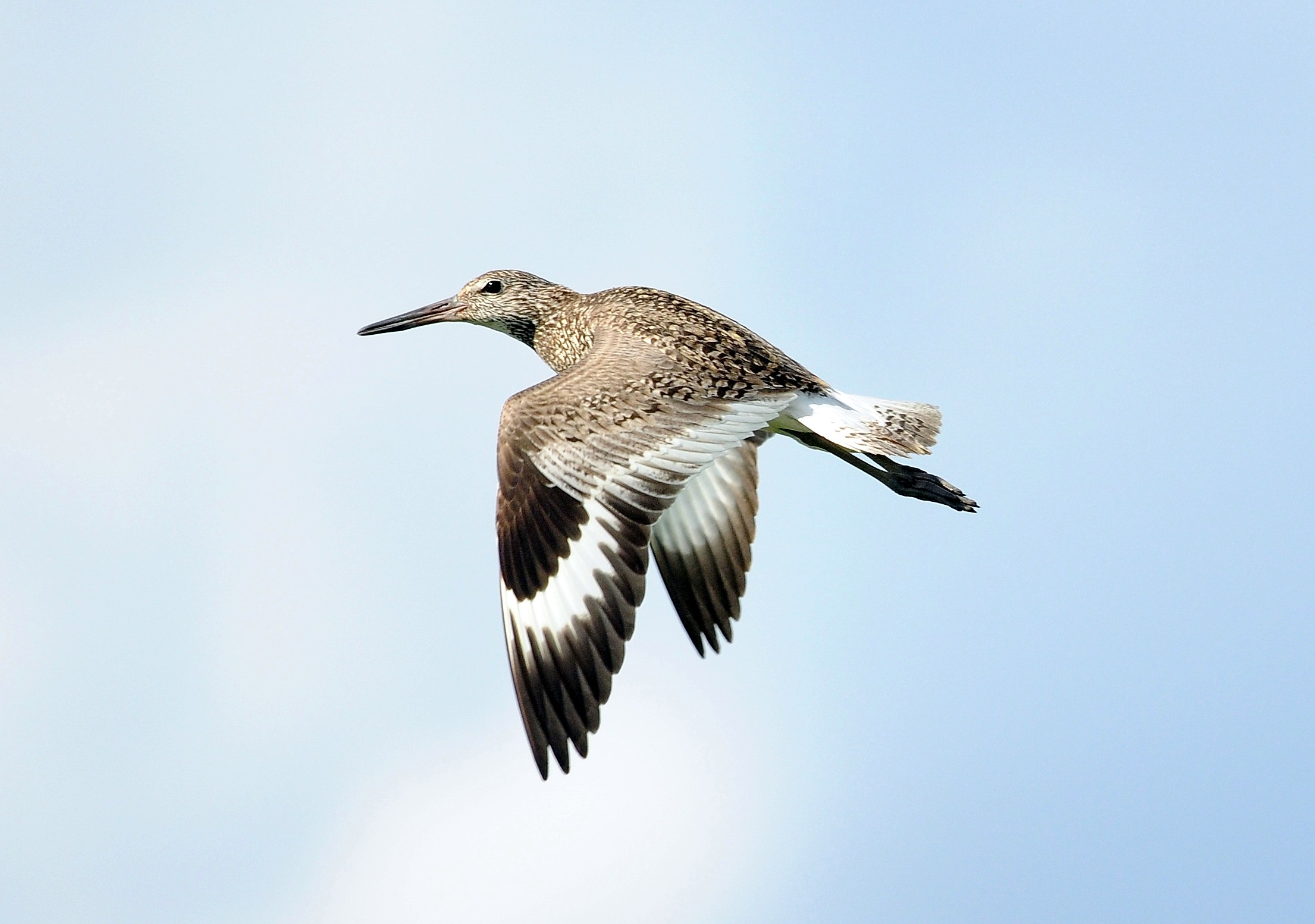
Willet i sommardräkt som visar upp sina svartvita vingar.

Lätet, som gett fågeln dess namn, är en två- eller trestavig drill kli-li-li eller ki-litt.
Den västliga underarten inornata (se nedan) skiljer sig från nominatformen genom att vara större och ha längre näbb och ben. Den är också generellt blekare och har mörkare röst.

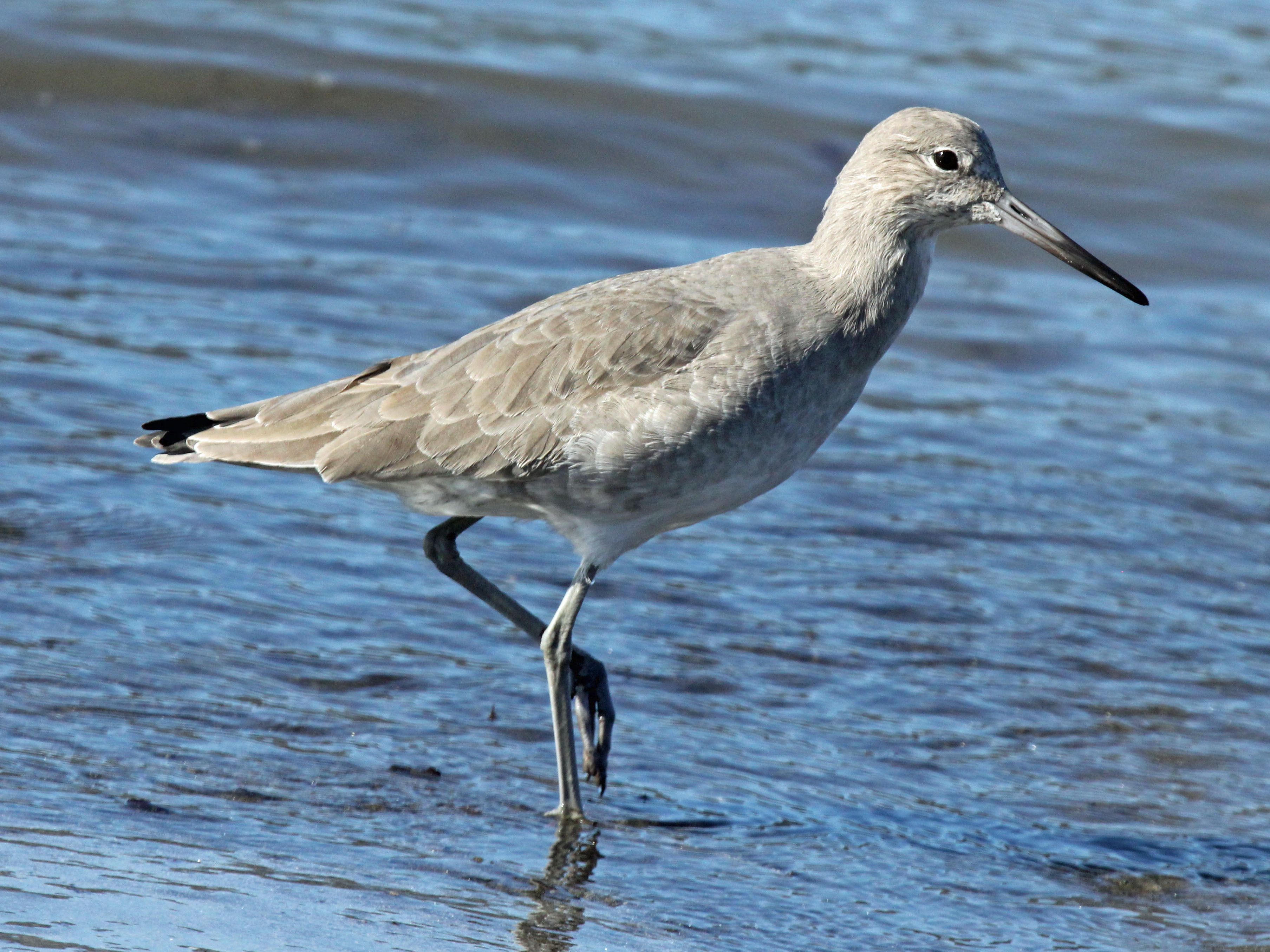
Västliga underarten inornata i vinterdräkt.

## Utbredning och systematik
Willet delas in i två distinkta underarter med följande utbredning:
- Tringa semipalmata semipalmata – häckar från sydöstra Kanada till Gulfkusten och Västindien; övervintrar så långt söderut som till södra Brasilien
- Tringa semipalmata inornata – häckar i centrala Kanada till Nebraska och Colorado; övervintrar utmed kusten från södra USA till norra Chile

De båda underarterna skiljer sig i läten, utseende och ekologi och har föreslagits utgöra två arter. 

### Willet i Europa
I Europa är den en mycket sällynt gäst med blott ett handfull fynd, varav hälften i Azorerna och övriga i Finland, Norge, Frankrike och Italien.

### Släktskap
Tidigare placerades den som ensam art i släktet Catoptrophorus, men DNA-studier visar att den är en del av Tringa. Dess närmaste släkting är mindre gulbena, en mycket mindre fågel som skiljer sig väsentligt i utseende från willet.

## Ekologi

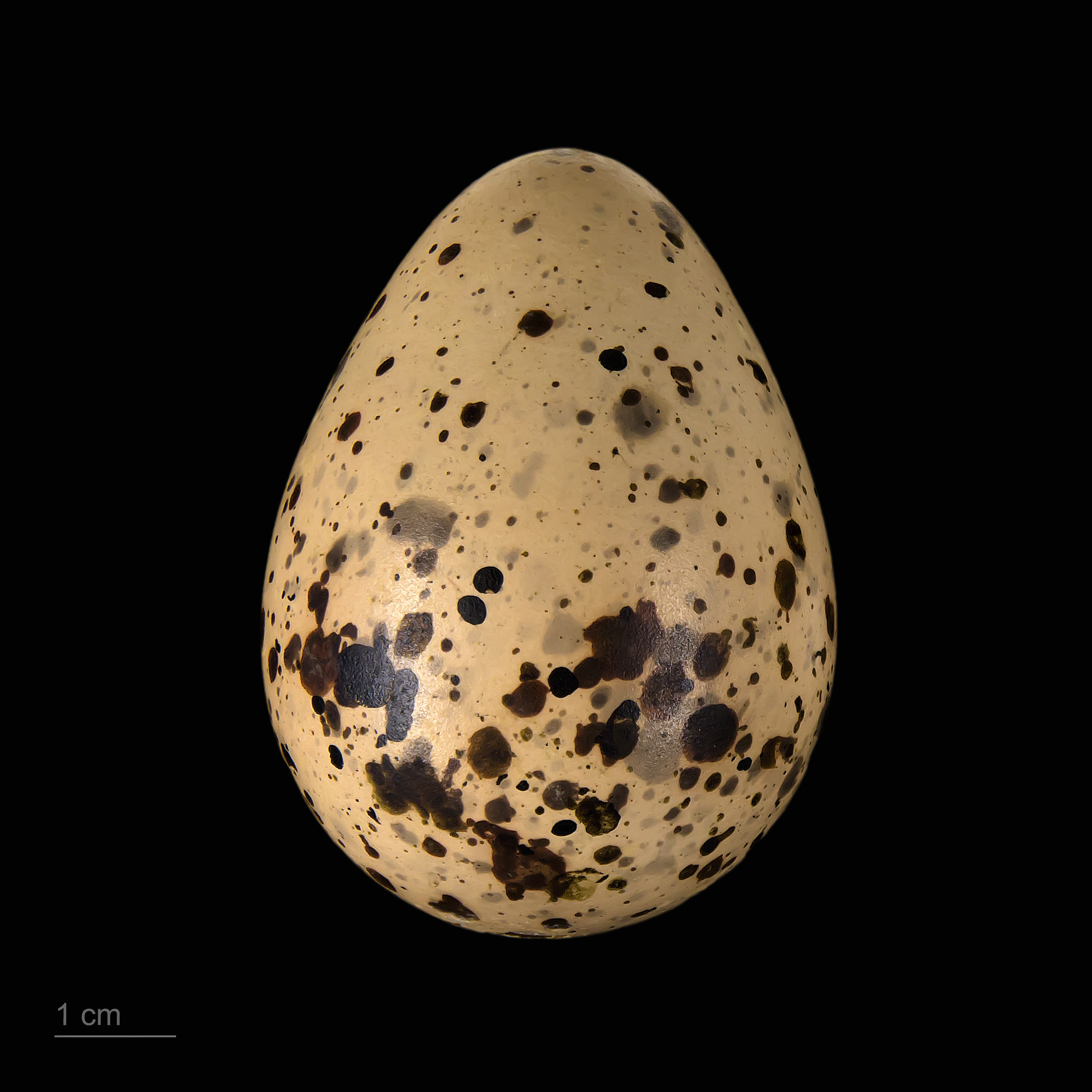
Tringa semipalmata

Vintertid hittas båda underarterna på både sandiga, klippiga och dyiga stränder och kustnära våtmarker. Underarten inornata häckar i våtmarker på prärien, östliga nominatformen på sandrevlar och saltträsk utmed kusten.
Hanen inleder bobygget genom att skrapa fram en liten fördjupning med fötterna och bröstet. Honan fodrar sedan gropen med omgivande växtlighet och småstenar. Däri lägger hon sedan fyra ägg som båda könen ruvar i 22–29 dagar. Honan flyttar två veckor före hanen, som tar hand om ungarna själv tills de är självständiga.
Västlig willet lever på häckplats av olika vattenlevande skalbaggar, men även fisk och spindlar. Vintertid äter den småkrabbor, maskar, musslor och andra ryggradslösa djur utmed kusten.

## Status och hot
Arten har ett stort utbredningsområde, men tros minska i antal, dock inte tillräckligt kraftigt för att den ska betraktas som hotad. Internationella naturvårdsunionen IUCN listar arten som livskraftig (LC). Världspopulationen uppskattas till 250 000 adulta individer.

## Namn
Tidigare kallades den för willetsnäppa men 2010 ändrade SOF:s taxonomiska kommitté namnet till enbart willet. Även bandvingad snäppa förekommer som namn på fågeln i litteraturen.